# Secrétaire d'État (Approvisionnement en matière de défense)
Pour les articles homonymes, voir Secrétaire d'État.
Ne doit pas être confondu avec Ministère de la Défense nationale (Canada).
Le poste de secrétaire d'État (Approvisionnement en matière de défense) a été créé le 13 mai 2025 par un décret pris en vertu de la Loi sur les départements et ministres d'État par délégation auprès du ministre de la Transformation du gouvernement, des Services publics et de l’Approvisionnement,.
Un ancien poste désigné ministre de la Production de défense (en) a également existé jusqu'au 31 mars 1969.

## Liste des titulaires
| Titulaire Parti                                             | Titulaire Parti                                             | Début                                                       | Fin                                                         | Cabinet      |
| ----------------------------------------------------------- | ----------------------------------------------------------- | ----------------------------------------------------------- | ----------------------------------------------------------- | ------------ |
| Secrétaire d'État (Approvisionnement en matière de défense) | Secrétaire d'État (Approvisionnement en matière de défense) | Secrétaire d'État (Approvisionnement en matière de défense) | Secrétaire d'État (Approvisionnement en matière de défense) | 30e (Carney) |
|                                                             | Stephen Fuhr Libéral                                        | 13 mai 2025                                                 | En fonction                                                 | 30e (Carney) |

### Anciens postes

#### Ministre de la Production de défense (1951-1969)
| Titulaire Parti                      | Titulaire Parti                                     | Début                                | Fin                                  | Cabinet           |
| ------------------------------------ | --------------------------------------------------- | ------------------------------------ | ------------------------------------ | ----------------- |
| Ministre de la Production de défense | Ministre de la Production de défense                | Ministre de la Production de défense | Ministre de la Production de défense | 17e (St-Laurent)  |
|                                      | Clarence Decatur Howe Libéral                       | 1er avril 1951                       | 21 juin 1957                         | 17e (St-Laurent)  |
|                                      | Howard Charles Green (en) Progressiste-conservateur | 21 juin 1957                         | 11 mai 1958                          | 18e (Diefenbaker) |
|                                      | Raymond O'Hurley Progressiste-conservateur          | 12 mai 1958                          | 22 avril 1963                        | 18e (Diefenbaker) |
|                                      | Charles Mills Drury Libéral                         | 22 avril 1963                        | 20 avril 1968                        | 19e (Pearson)     |
| 20 avril 1968                        | Charles Mills Drury Libéral                         | 5 juillet 1968                       | 20e (P. Trudeau)                     |                   |
|                                      | Donald Campbell Jamieson (en) Libéral               | 6 juillet 1968                       | 20e (P. Trudeau)                     | 31 mars 1969      |